# Roches-lès-Blamont
Roches-lès-Blamont – miejscowość i gmina we Francji, w regionie Burgundia-Franche-Comté, w departamencie Doubs.
Według danych na rok 1990 gminę zamieszkiwało 548 osób, a gęstość zaludnienia wynosiła 101 osób/km² (wśród 1786 gmin Franche-Comté Roches-lès-Blamont plasuje się na 288. miejscu pod względem liczby ludności, natomiast pod względem powierzchni na miejscu 771.).